# Kanamycin A
Kanamycin A, thường được gọi đơn giản là kanamycin, là một kháng sinh được sử dụng để điều trị nhiễm khuẩn nặng và bệnh lao. Thuốc này không phải là lựa chọn điều trị đầu tiên. Nó được sử dụng qua đường miệng, tiêm vào tĩnh mạch, hoặc tiêm vào cơ bắp. Kanamycin được khuyến cáo chỉ sử dụng trong thời gian ngắn, thường là từ 7 đến 10 ngày. Như với hầu hết các loại thuốc kháng sinh, nó không hiệu quả với các bệnh do nhiễm virus.
Các tác dụng phụ thường gặp bao gồm các vấn đề về nghe và cân bằng cơ thể. Các vấn đề về thận cũng có thể xảy ra. Kanamycin không được khuyến cáo trong khi mang thai vì nó có thể gây hại cho em bé. Nó có thể an toàn trong khi cho con bú. Kanamycin thuộc họ thuốc aminoglycoside. Nó hoạt động bằng cách ngăn chặn việc sản xuất các protein cần thiết cho sự sống còn của vi khuẩn.
Kanamycin lần đầu tiên được Hamao Umezawa phân lập vào năm 1957 từ vi khuẩn Streptomyces kanamyceticus. Nó nằm trong Danh sách các loại thuốc thiết yếu của Tổ chức Y tế Thế giới, các loại thuốc hiệu quả và an toàn nhất cần thiết trong một hệ thống y tế. Chi phí bán buôn ở các nước đang phát triển là 0,85 đến 1,52 USD mỗi liều tính đến năm 2014. Thuốc này không còn được bán ở Hoa Kỳ.